# PowerBook 500-sorozat
A Macintosh PowerBook 500-as hordozható számítógépeket az Apple fejlesztette, gyártotta és forgalmazta 1994. május 16. és 1996. április 10. között, a sorozat hat tagja a PowerBook számítógép-családba tartozott. A PowerBook számítógépeket szokás szóban és írásban is PB-nek jelölni, a gépek nevében a 'c' betű a színes kijelzőre utal. Az PB500-as sorozatot az Apple a PowerBook Duo 280/280c subnotebookokkal egyszerre mutatta be, a sorozat négy géppel debütált (520, 520c és 540, 540c). Az 1995. május 30-án bemutatott 550c újdonsága a szokásos technikai fejlesztések beépítésen túl a 10,4 inches kijelző volt. A sorozat utolsó tagja a kérész-életű, viszont ritka hosszú nevű Macintosh PowerBook 500 with PowerPC volt. Az egyik első PowerPC-s PowerBook az alig két hónapon át forgalmazott PB550c volt, a másik a PowerBook Duo 2300c. Az 500-as sorozatot a PowerBook 190/190c, illetve a PowerBook 5300-as gépek váltották.

## Története

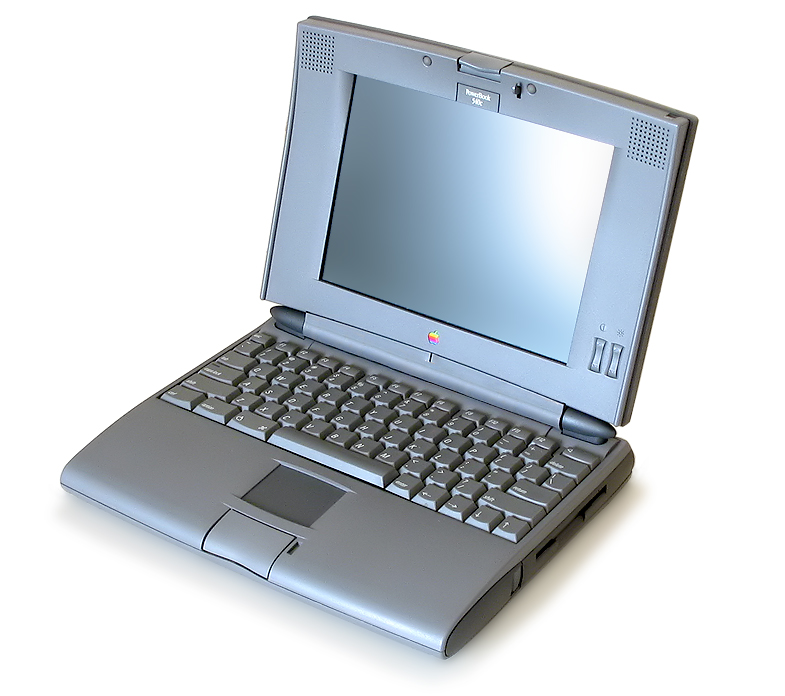
Macintosh PowerBook 540c

A PowerBook számítógépek 500-as sorozatának egyszerre bemutatott négy gépe Motorola 68LC040 mikroprocesszort használt, az áruk 2770 és 3760 dollár között mozgott. A fejlesztés során Blackbird kódnevet kapta a teljes PB500-as sorozat, amely elsőként kínált Ethernet csatlakozót, illetve sztereó hangzást.
Ez volt az első PowerBook sorozat, amely Motorola 68LC040 CPU-t használt, és frissíthető volt PowerPC architektúrára Macintosh Processor Upgrade Card segítségével. Az 520/520c passzív, az 540/540c aktív mártix LCD kijelzőt kínált. Az 500-as sorozat a kijelző mögött, a felső sarkokban elhelyezett két hangszórója 16-bites sztereó hangzást biztosított. Újdonság volt a két akkumulátorrekesz és a tíz perces alvó/óra akkumulátor, ez utóbbi tette lehetővé a fő akkumulátorok kicserélését alvó üzemmódban adatvesztés nélkül. Ellentétben a Duo 88 százalékra csökkentett billentyűzetével, az 500-asok teljes méretű billentyűzettel készültek, beleértve az F1–F12 funkcióbillentyűket. A már említett Ethernet csatlakozást biztosító AAUI port mellett egyetlen soros port volt, amely alkalmassá tette a számítógépet lokális nyomtató vagy Apple LocalTalk hálózat használatára
Az Apple az 500-as PowerBookok bemutatása idején már hirdette a Motorla processzorról PowerPC processzorra váltást, ugyanakkor technikailag még nem álltak készen. Ez frusztrálta a vásárlókat, többen késleltették a PowerBook vételt, hogy PowerPC-s gépet vehessenek. Az érdeklődés fenntartása érdekben külső PCMCIA elérést jelentő PC Card Cage-et ajánlottak a PowerBookokhoz. Három PCMCIA létezett: RevA, RevB és RevC. A RevC 16-bites Wi-Fi kártyát fogadott, lehetővé téve az 500-as PowerBook csatlakoztatását wifi-hálózathoz.

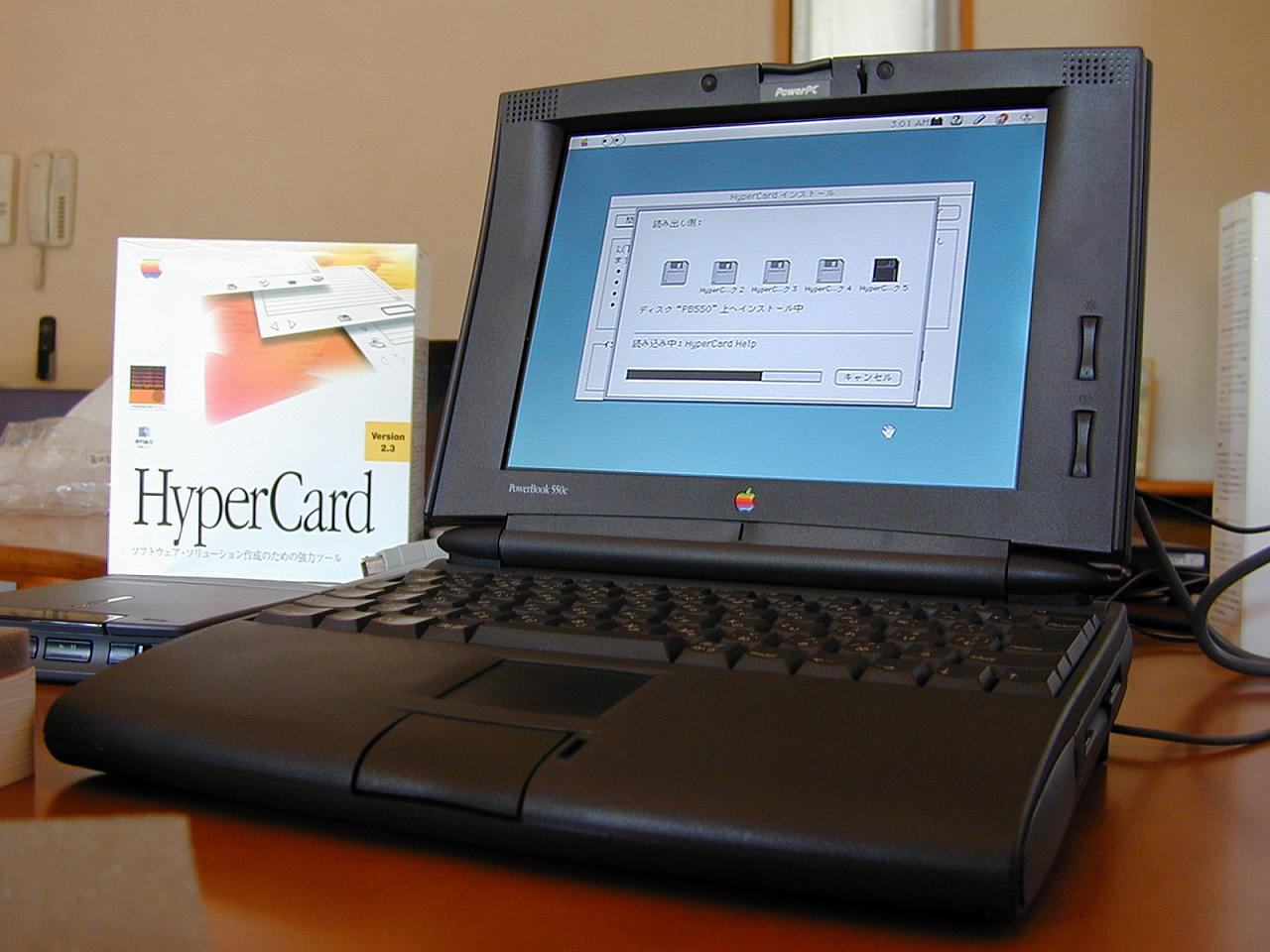
A csak Japánban forgalmazott PowerBook 550c, a sorozat egyetlen fekete házú gépe. A képen látható HyperCard az Apple egyik saját fejlesztésű szoftvere.

A PowerBook 550c-t csak Japánban mutatták be, 1995 nyár közepén már csak az 520c és 540c volt kapható, a másik két modell forgalmazását az Apple beszüntette. Az 550c volt az egyetlen fekete házú PowerBook – noha az 500-as sorozat kódneve Blackbird volt és a prototípusok is feketék voltak –, a többi 500-as gép kéttónusú szürke házat kapott.
Érdemes szót ejteni az opcionális modemről is. Az Apple a modemet a Global Village-dzsel fejlesztette, és egyedülállóan két részből állt. A modemcsatlakozóval ellátott adó-vevő a gépben hátulra, maga a modem pedig az alaplap mellé került. A modem  V.32terbo előírású volt, ennek hátránya, hogy csak másik V.32terbo modemmel tudott 19 200 bps kapcsolatot teremteni, más modemmel kapcsolódva a sebesség visszaesett 14 400 bps-re.
Az 500-as sorozatból összesen közel 600 000 gépet gyártottak, az utód PowerBook 5300-asből csak 300 000 -t.

## Technikai leírás

### Macintosh PowerBook 520
A gép súlya 2,84 kg, magassága 5,84 cm, szélessége 29,21 cm és mélysége 24,64 cm volt. A gépet System 7.1.1 operációs rendszerrel szállította az Apple, a ROM mérete 2MB volt. A kijelző 9,5" 4-bit passive matrix LCD volt 640 x 480 képpont felbontással. A Macintosh PowerBook 520 számítógépet 50 MHz-es Motorola 68LC040 processzor vezérelte (L1 cache: 8K, L2 cache: nem volt). A PMMU feladatát a processzor látta el. A gép bemutatásakor az alaplapon 4 MB (70ns) memóriát tartalmazott, maximálisan 36 MB kezelésére volt képes a gyári specifikáció szerint. A bővítéshez az egyetlen helybe (slot) 4, 8, 12, 20, 32 MB-os modulok egyikét lehetett betenni. Az adatokat a 160-240MB SCSI–buszos belső merevlemezre lehetett elmenteni. Külső adattárolási lehetőséget az 1,44-es hajlékonylemez meghajtó (floppy-drive) kínált. A számítógépnek egy ADB, egy nyomtató, egy hangszóró portja volt. mini-15 a videó, HDI-30 a SCSI kimenet volt. Ethernet hálózathoz AAUI-15 porton kapcsolódhatott a gép. A mikrofon port Line in volt. A Macintosh PowerBook 520 PB500, NiMH akkumulátora maximum 40W teljesítményre volt képes.

### Macintosh PowerBook 520c
A gép súlya 2,88 kg, magassága 5,84 cm, szélessége 29,21 cm és mélysége 24,64 cm volt. A gépet System 7.1.1 operációs rendszerrel szállította az Apple, a ROM mérete 2MB volt. A kijelző 9,5" 8-bit passive matrix LCD volt 640 x 480 képpont felbontással. A Macintosh PowerBook 520c számítógépet 50 MHz-es Motorola 68LC040 processzor vezérelte (L1 cache: 8K, L2 cache: nem volt). A PMMU feladatát a processzor látta el. A gép bemutatásakor az alaplapon 4 MB (70ns) memóriát tartalmazott, maximálisan 36 MB kezelésére volt képes a gyári specifikáció szerint. A bővítéshez az egyetlen helybe (slot) 4, 8, 12, 20, 32 MB-os modulok egyikét lehetett betenni. Az adatokat a 160-320MB SCSI–buszos belső merevlemezre lehetett elmenteni. Külső adattárolási lehetőséget az 1,44-es hajlékonylemez meghajtó (floppy-drive) kínált. A számítógépnek egy ADB, egy nyomtató, egy hangszóró portja volt. mini-15 a videó, HDI-30 a SCSI kimenet volt. Ethernet hálózathoz AAUI-15 porton kapcsolódhatott a gép. A mikrofon port Line in volt. A Macintosh PowerBook 520c PB500, NiMH akkumulátora maximum 40W teljesítményre volt képes.

### Macintosh PowerBook 540
A gép súlya 3,2 kg, magassága 5,84 cm, szélessége 29,21 cm és mélysége 24,64 cm volt. A gépet System 7.1.1 operációs rendszerrel szállította az Apple, a ROM mérete 2MB volt. A kijelző 9.5" 8-bit active matrix LCD volt 640 x 480 képpont felbontással. A Macintosh PowerBook 540 számítógépet 66 MHz-es Motorola 68LC040 processzor vezérelte (L1 cache: 8K, L2 cache: nem volt). A PMMU feladatát a processzor látta el. A gép bemutatásakor az alaplapon 4 MB (70ns) memóriát tartalmazott, maximálisan 36 MB kezelésére volt képes a gyári specifikáció szerint. A bővítéshez az egyetlen helybe (slot) 4, 8, 12, 20, 32 MB-os modulok egyikét lehetett betenni. Az adatokat a 240MB SCSI–buszos belső merevlemezre lehetett elmenteni. Külső adattárolási lehetőséget az 1,44-es hajlékonylemez meghajtó (floppy-drive) kínált. A számítógépnek egy ADB, egy nyomtató, egy hangszóró portja volt. mini-15 a videó, HDI-30 a SCSI kimenet volt. Ethernet hálózathoz AAUI-15 porton kapcsolódhatott a gép. A mikrofon port Line in volt. A Macintosh PowerBook 540 PB500, NiMH akkumulátora maximum 40W teljesítményre volt képes.

### Macintosh PowerBook 540c
A gép súlya 3,29 kg, magassága 5,84 cm, szélessége 29,21 cm és mélysége 24,64 cm volt. A gépet System 7.1.1 operációs rendszerrel szállította az Apple, a ROM mérete 2MB volt. A kijelző 9.5" 16-bit active matrix LCD volt 640 x 480 képpont felbontással. A Macintosh PowerBook 540c számítógépet 66 MHz-es Motorola 68LC040 processzor vezérelte (L1 cache: 8K, L2 cache: nem volt). A PMMU feladatát a processzor látta el. A gép bemutatásakor az alaplapon 4 MB (70ns) memóriát tartalmazott, maximálisan 36 MB kezelésére volt képes a gyári specifikáció szerint. A bővítéshez az egyetlen helybe (slot) 4, 8, 12, 20, 32 MB-os modulok egyikét lehetett betenni. Az adatokat a 240-500MB SCSI–buszos belső merevlemezre lehetett elmenteni. Külső adattárolási lehetőséget az 1,44-es hajlékonylemez meghajtó (floppy-drive) kínált. A számítógépnek egy ADB, egy nyomtató, egy hangszóró portja volt. mini-15 a videó, HDI-30 a SCSI kimenet volt. Ethernet hálózathoz AAUI-15 porton kapcsolódhatott a gép. A mikrofon port Line in volt. A Macintosh PowerBook 540c PB500, NiMH akkumulátora maximum 40W teljesítményre volt képes.

### Macintosh PowerBook 550c
A gép súlya 3,06 kg, magassága 5,84 cm, szélessége 29,21 cm és mélysége 24,64 cm volt. A gépet System J-7.5 operációs rendszerrel szállította az Apple, a ROM mérete 2MB volt. A kijelző 10.4" active matrix LCD volt 8-bit 640x480 or 16-bit 640x400 képpont felbontással. A Macintosh PowerBook 550c számítógépet 66 MHz-es Motorola 68040 processzor vezérelte (L1 cache: 8K, L2 cache: nem volt). A PMMU feladatát a processzor látta el. A gép bemutatásakor az alaplapon 4 MB (70ns) memóriát tartalmazott, maximálisan 36 MB kezelésére volt képes a gyári specifikáció szerint. A bővítéshez az egyetlen helybe (slot) 4, 8, 12, 20, 32 MB-os modulok egyikét lehetett betenni. Az adatokat a 750MB SCSI–buszos belső merevlemezre lehetett elmenteni. Külső adattárolási lehetőséget az 1,44-es hajlékonylemez meghajtó (floppy-drive) kínált. A számítógépnek egy ADB, egy nyomtató, egy hangszóró portja volt. mini-15 a videó, HDI-30 a SCSI kimenet volt. Ethernet hálózathoz AAUI-15 porton kapcsolódhatott a gép. A mikrofon port Line in volt. A Macintosh PowerBook 550c PB500, NiMH akkumulátora maximum 40W teljesítményre volt képes.

### Macintosh PowerBook 500 with PowerPC
A gép súlya 3,29 kg, magassága 5,84 cm, szélessége 29,21 cm és mélysége 24,64 cm volt. A gépet System 7.5.2 operációs rendszerrel szállította az Apple, a ROM mérete 4MB volt. A kijelző 9.5" color active-matrix LCD volt 640 x 400 képpont felbontással. A Macintosh PowerBook 500 with PowerPC számítógépet 100 MHz-es PowerPC 603e processzor vezérelte (L1 cache: 32K, L2 cache: nem volt). A PMMU feladatát a processzor látta el. Az FPU-t is a processzor végezte. A gép bemutatásakor az alaplapon 8 MB (70ns) memóriát tartalmazott, maximálisan 40 MB kezelésére volt képes a gyári specifikáció szerint. A bővítéshez az egyetlen helybe (slot) 4, 8, 12, 20, 32 MB-os modulok egyikét lehetett betenni. Az adatokat a 160-500MB SCSI–buszos belső merevlemezre lehetett elmenteni. Külső adattárolási lehetőséget az 1,44-es hajlékonylemez meghajtó (floppy-drive) kínált. A számítógépnek egy ADB, egy nyomtató, egy hangszóró portja volt. mini-15 a videó, HDI-30 a SCSI kimenet volt. Ethernet hálózathoz AAUI-15 porton kapcsolódhatott a gép. A mikrofon port Line in volt. A Macintosh PowerBook 500 with PowerPC PB500, NiMH akkumulátora maximum 40W teljesítményre volt képes.

### Technikai adatok táblázatban
A táblázat nem tartalmazza az összes műszaki paramétert. Az egyes modelleknél a bemutatáskor érvényes adatokat soroljuk fel, a későbbi frissítéseket nem. Az adatok az Apple adatlapjáról származnak, a hiányzó adatok – egyes gépeknél a kivezetés időpontja, az összes kijelző adat, üzemóra adat... – a Mactracker alkalmazásból valók.

| Gép nevebemutatva kivezetve                            | Méretmagasság szélesség mélység súly | Processzorprocesszor órajel, mag L1 és L2 cache PMMU FPU      | Háttértármerevlemezkülső adathordozó | Eredeti operációs rendszer | Memóriaalap max. @sebességhely                                                 | Kijelzőfizikai méret, legjobb felbontás                                    | Tápmax. teljesítmény, akkumulátoros üzemidő (becslés) | Csatlakozók |
| ------------------------------------------------------ | ------------------------------------ | ------------------------------------------------------------- | ------------------------------------ | -------------------------- | ------------------------------------------------------------------------------ | -------------------------------------------------------------------------- | ----------------------------------------------------- | --- |
| PowerBook 5201994 máj. 16. 1995. jún. 10.              | 5,84 mm 29,21 mm 24,64 mm 2,84 kg    | Motorola 68LC040 @50 MHz L1:8K PMMU: integrálva               | Floppy: 1.44MBHD: 160-240MB (SCSI)   | System 7.1.1 ROM: 2MB      | Alaplapon: 4 MB @70ns max: 4 MB – 36 MBegy hely: 4, 8, 12, 20, 32 MB-os modul  | Alaplapon: 9,5" 4-bit passive matrix LCD 640 x 480 képpont                 | Max: 40W, 1,015A 72,5 Wh, óra                         | * ADB: 1 * nyomtató: 1 * hang: van * videó: 1 mini-15 * SCSI: 1 HDI-30 * Ethernet: 1 AAUI-15 * mikrofon: Line in |
| PowerBook 520c1994 máj. 16. 1995. szept. 16.           | 5,84 mm 29,21 mm 24,64 mm 2,88 kg    | Motorola 68LC040 @50 MHz L1:8K PMMU: integrálva               | Floppy: 1.44MBHD: 160-320MB (SCSI)   | System 7.1.1 ROM: 2MB      | Alaplapon: 4 MB @70ns max: 4 MB – 36 MBegy hely: 4, 8, 12, 20, 32 MB-os modul  | Alaplapon: 9,5" 8-bit passive matrix LCD 640 x 480 képpont                 | Max: 40W, 1,015A 72,5 Wh, óra                         | * ADB: 1 * nyomtató: 1 * hang: van * videó: 1 mini-15 * SCSI: 1 HDI-30 * Ethernet: 1 AAUI-15 * mikrofon: Line in |
| PowerBook 5401994 máj. 16. 1994. okt. 17.              | 5,84 mm 29,21 mm 24,64 mm 3,2 kg     | Motorola 68LC040 @66 MHz L1:8K PMMU: integrálva               | Floppy: 1.44MBHD: 240MB (SCSI)       | System 7.1.1 ROM: 2MB      | Alaplapon: 4 MB @70ns max: 4 MB – 36 MBegy hely: 4, 8, 12, 20, 32 MB-os modul  | Alaplapon: 9.5" 8-bit active matrix LCD 640 x 480 képpont                  | Max: 40W, 1,015A 72,5 Wh, óra                         | * ADB: 1 * nyomtató: 1 * hang: van * videó: 1 mini-15 * SCSI: 1 HDI-30 * Ethernet: 1 AAUI-15 * mikrofon: Line in |
| PowerBook 540c1994 máj. 16. 1995. aug. 26.             | 5,84 mm 29,21 mm 24,64 mm 3,29 kg    | Motorola 68LC040 @66 MHz L1:8K PMMU: integrálva               | Floppy: 1.44MBHD: 240-500MB (SCSI)   | System 7.1.1 ROM: 2MB      | Alaplapon: 4 MB @70ns max: 4 MB – 36 MBegy hely: 4, 8, 12, 20, 32 MB-os modul  | Alaplapon: 9.5" 16-bit active matrix LCD 640 x 480 képpont                 | Max: 40W, 1,015A 72,5 Wh, óra                         | * ADB: 1 * nyomtató: 1 * hang: van * videó: 1 mini-15 * SCSI: 1 HDI-30 * Ethernet: 1 AAUI-15 * mikrofon: Line in |
| PowerBook 550c1995 máj. 30. 1996. ápr. 10.             | 5,84 mm 29,21 mm 24,64 mm 3,06 kg    | Motorola 68040 @66 MHz L1:8K PMMU: integrálva                 | Floppy: 1.44MBHD: 750MB (SCSI)       | System 7.5 ROM: 2MB        | Alaplapon: 4 MB @70ns max: 12 MB – 36 MBegy hely: 4, 8, 12, 20, 32 MB-os modul | Alaplapon: 10.4" active matrix LCD 8-bit 640x480 or 16-bit 640x400 képpont | Max: 40W, 1,015A 72,5 Wh, óra                         | * ADB: 1 * nyomtató: 1 * hang: van * videó: 1 mini-15 * SCSI: 1 HDI-30 * Ethernet: 1 AAUI-15 * mikrofon: Line in |
| PowerBook 500 with PowerPC1995 aug. 26. 1995. okt. 10. | 5,84 mm 29,21 mm 24,64 mm 3,29 kg    | PowerPC 603e @100 MHz L1:32K PMMU: integrálva FPU: integrálva | Floppy: 1.44MBHD: 160-500MB (SCSI)   | System 7.5.2 ROM: 4MB      | Alaplapon: 8 MB @70ns max: 8 MB – 40 MBegy hely: 4, 8, 12, 20, 32 MB-os modul  | Alaplapon: 9.5" color active-matrix LCD 640 x 400 képpont                  | Max: 40W, 1,015A 72,5 Wh, óra                         | * ADB: 1 * nyomtató: 1 * hang: van * videó: 1 mini-15 * SCSI: 1 HDI-30 * Ethernet: 1 AAUI-15 * mikrofon: Line in |

## PowerBook számítógépek az időben
| PowerBook és iBook számítógépek idővonalon |
| --- |
| A grafikon adatai utoljára 2023. december 19-én frissültek. A szín sötétebb változata az egymást követő gépek megkülönböztetését szolgálja. A színek kezdete a bemutató időpontja, a forgalmazás több esetben is hónapokkal később kezdődött. Megeshet, hogy egy csík végét kitakarja egy másik csík eleje. Előfordul, hogy a gyártás befejezését követően még egy ideig forgalomban marad a Mac adott verziója. Az adatok forrása a Jegyzetekben található. |